# Molière seul(e) en scène
Le Molière seul(e) en scène, auparavant appelé Molière du one-man-show ou spectacle de sketches, récompense la performance d'un comédien ou une comédienne dans un spectacle solo depuis la 3e cérémonie en 1989 jusqu'en 2003, puis à nouveau depuis 2007 sous son appellation actuelle.

## Molière du one-man-show ou spectacle de sketches
Palmarès du Molière du one-man-show ou spectacle de sketches (et nominations).
- 1989 : Raymond Devos au théâtre du Palais-Royal
  - Philippe Caubère au théâtre Hébertot
  - Smaïn au Café de la Gare
  - Romain Bouteille au Splendid Saint-Martin
- 1990 : Guy Bedos au Zénith
  - Laurence Sémonin au Théâtre du Gymnase
  - Muriel Robin au Splendid Saint-Martin
- 1991 : Valérie Lemercier au Splendid Saint-Martin
  - Pierre Palmade au Palais des Glaces
  - Muriel Robin à L'Olympia
  - Rufus au Festival d'Avignon, L'Olympia, tournées
  - Charlotte de Turckheim aux théâtre de la Michodière, théâtre Antoine
- 1992 : Smaïn à l’Olympia
  - Michel Boujenah au théâtre du Gymnase
  - Pierre Palmade à L'Olympia
- 1993 : Rufus : Qui vous savez au Café de la Gare
  - Guy Bedos et Muriel Robin au L'Olympia
  - Pierre Palmade pour Passez me voir à l'occasion à La Cigale
- 1994-1995 : non décerné
- 1996 : Valérie Lemercier au théâtre de Paris
  - Guy Bedos à l'Olympia
  - Michel Leeb au Casino de Paris
  - Muriel Robin Tout Robin au Casino de Paris
  - Dany Boon aux Palais des Glaces, L'Olympia
- 1997 : Virginie Lemoine, Laurent Gerra au théâtre Déjazet
  - Smaïn comme ça se prononce au Casino de Paris
  - Gnou ! par Marc Jolivet,au Splendid Saint-Martin
  - Ils s'aiment avec Michèle Laroque et Pierre Palmade, aux théâtre Marigny, La Cigale
  - La Madeleine Proust en forme par Laurence Semonin au théâtre du Gymnase
- 1998 : Howard Buten : Buffo au théâtre du Ranelagh
  - Alex Métayer pour Famille je vous haime au Casino de Paris
  - Hop ! Era au théâtre Déjazet
- 1999 : Philippe Avron : Je suis un saumon au théâtre Rive Gauche
  - Muriel Robin
  - Sylvie Joly pour La Cigale et la Joly
- 2000 : Arturo Brachetti : L'Homme aux mille visages aux théâtre Marigny et théâtre Mogador
  - Laurent Gerra pour théâtre Marigny
  - Jean-Jacques Vanier pour L'Envol du pingouin
- 2001 : Valérie Lemercier aux Folies Bergère
  - Dany Boon
  - Laurent Gerra
- 2002 : Philippe Avron : Le Fantôme de William Shakespeare au théâtre du Ranelagh
  - Dany Boon dans En parfait état
  - Jean-Paul Farré dans La Traversée de la musique en solitaire
- 2003 : Shirley et Dino : Le Duo au théâtre Marigny-Robert Hossein
  - Maria Pacôme pour l'Éloge de ma paresse
  - Laurent Gerra
- 2004-2006 : non décerné

## Molière du spectacle seul(e) en scène
Palmarès du Molière du spectacle seul(e) en scène (et nominations) :
- 2007 : Michel Aumont dans À la porte
  - Nathalie Baye dans Zouc par Zouc
  - Philippe Caubère dans L’Homme qui danse
  - François-Xavier Demaison dans Demaison
  - Yolande Moreau dans Sale Affaire, du sexe et du crime
  - Jean-Jacques Vanier dans L’Envol du pingouin
- 2008 : Éric Métayer dans Un monde fou
  - Jacques Bonnaffé dans L'Oral et Hardi de Jean-Pierre Verheggen
  - Christophe Malavoy dans Gary/Ajar d'André Asséo
  - Laurent Poitrenaux dans Ébauche d'un portrait d’après le journal de Jean-Luc Lagarce, mise en scène François Berreur
- 2009-2011 : non décerné

## Molière seul(e) en scène
Palmarès du Molière seul(e) en scène (et nominations) :
- 2014 : Grégory Gadebois dans Des fleurs pour Algernon
  - Mikaël Chirinian dans La Liste de mes envies
  - Fellag dans Petits chocs des civilisations
  - François Morel dans La fin du monde est pour dimanche
- 2015 : Denis Lavant dans Faire danser les alligators sur la flûte de Pan, mise en scène Ivan Morane
  - Florence Foresti dans Madame Foresti, mise en scène Florence Foresti
  - Jos Houben dans L'Art du rire
  - Francis Huster dans Le Joueur d'échecs mise en scène Steve Suissa

- 2016 : Andréa Bescond dans Les Chatouilles (ou la danse de la colère), mise en scène Éric Métayer
  - Olivier Saladin dans Ancien malade des Hôpitaux de Paris, mise en scène Benjamin Guillard
  - Cédric Chapuis dans Une vie sur mesure, mise en scène Stéphane Battle
  - Noémie Caillault dans Maligne, mise en scène Morgan Perez
- 2017 : Emmanuel Noblet dans Réparer les vivants, d'après Maylis de Kerangal, mise en scène Emmanuel Noblet
  - Clémence Massart dans L'Asticot de Shakespeare, de Clémence Massart et Philippe Caubère, mise en scène Philippe Caubère
  - Camille Chamoux dans L'Esprit de contradiction, de Camille Chamoux, mise en scène Camille Cottin
  - Thomas Solivéres dans Venise n'est pas en Italie, d'Ivan Calbérac, mise en scène Ivan Calbérac
- 2018 : Vous n'aurez pas ma haine, avec Raphaël Personnaz, d'après Antoine Leiris, mise en scène Benjamin Guillard, 984 Productions – Arnaud Bertrand
  - Françoise par Sagan, avec Caroline Loeb, d’après Françoise Sagan, adaptation Caroline Loeb, mise en scène Alex Lutz, Petit Montparnasse
  - Je parle à un homme qui ne tient pas en place, avec Jacques Gamblin, de Jacques Gamblin et Thomas Coville, mise en scène Jacques Gamblin, Les Productions du Dehors.
  - Le Livre de ma mère, avec Patrick Timsit, d'Albert Cohen, mise en scène Dominique Pitoiset, théâtre de l'Atelier

- 2019 : Girls and Boys, avec Constance Dollé, de Dennis Kelly, mise en scène Mélanie Leray, théâtre du Petit-Saint-Martin
  - Le Fils, avec Emmanuelle Hiron, de Marine Bachelot Nguyen, mise en scène David Gauchard, Cie L'unijambiste
  - Ich Bin Charlotte, avec Thierry Lopez, de Doug Wright, adaptation Marianne Groves, mise en scène Steve Suissa, théâtre de Poche Montparnasse
  - Un cœur simple, avec Isabelle Andréani, de Gustave Flaubert, adaptation Isabelle Andréani, mise en scène Xavier Lemaire, théâtre de Poche Montparnasse

- 2020 : Monsieur X avec Pierre Richard, de Mathilda May, mise en scène Mathilda May, Théâtre de l’Atelier
  - L'Effort d’être spectateur avec Pierre Notte, de Pierre Notte, mise en scène Pierre Notte, Cie Les gens qui tombent
  - Féministe pour homme avec Noémie de Lattre, mise en scène Noémie de Lattre avec la collaboration de 38 artistes et l'aide de Grégoire Gouby, SDD Alexandra Henry, Théâtre La Pépinière
  - Ma langue maternelle va mourir et j’ai du mal à vous parler d’amour avec Yannick Jaulin, de Yannick Jaulin, Le Beau Monde ? Cie Yannick Jaulin

- 2022 : La Métamorphose des cigognes avec Marc Arnaud, de Marc Arnaud, mise en scène Benjamin Guillard, La Scala et Théâtre Comédie Odéon
  - Le Champ des possibles – Elise, chapitre 3 avec Élise Noiraud, d’Élise Noiraud, mise en scène d’Élise Noiraud, Compagnie 28
  - Lettres de mon moulin avec Philippe Caubère, d’Alphonse Daudet, mise en scène de Philippe Caubère, La Comédie Nouvelle
  - La Promesse de l’aube avec Franck Desmedt, de Romain Gary, mise en scène Stéphane Laporte et Dominique Scheer, Théâtre Le Lucernaire

- 2023 : Tout le monde savait avec Sylvie Testud, d'Elodie Wallace, d'après Valérie Bacot et Clémence de Blasi, mise en scène Anne Bouvier - Théâtre de l'Œuvre
  - Coming out avec Mehdi Djaadi de Mehdi Djaadi et Thibaut Evrard, mise en scène Thibaut Evrard -  Petit Montparnasse et Théâtre Tristan-Bernard
  - II n'y a pas de Ajar avec Johanna Nizard, d'après Delphine Horvilleur, mise en scène Arnaud Aldigé et Johanna Nizard - En Votre Compagnie
  - Thomas joue ses perruques - Deluxe édition avec Thomas Poitevin, de Yannick Barbe, Stéphane Foenkinos, Hélène François et Thomas Poi

- 2024 : Va aimer ! de et avec Eva Rami
  - Le consentement de Vanessa Springora avec Ludivine Sagnier
  - La douleur de et avec Dominique Blanc
  - Kessel, la liberté à tout prix de Mathieu Rannou avec Franck Desmedt

- 2025 : Pauline & Carton avec Christine Murillo de Charles Tordjman, Christine Murillo et Virginie Berling, mise en scène Charles Tordjman, La Scala Paris et Artistic Athévains
  - Guten Tag Mme Merkel avec Anna Fournier et Candice Bouchet (en alternance) de Anna Fournier, mise en scène Anna Fournier, La Pépinière Théâtre
  - La loi du marcheur avec Nicolas Bouchaud de Nicolas Bouchaud, mise en scène Eric Didry, Otto Productions
  - Niquer la fatalité, chemin(s) en forme de femme avec Estelle Meyer de Estelle Meyer, mise en scène Margaux Eskenazi, Phénomènes